# Porão do Rock
Porão do Rock é um festival de música realizado desde 1998. É realizado anualmente em Brasília, com edições especiais em outras localidades.

## História
Brasília tem grande notoriedade no rock brasileiro, sendo casa de bandas como Legião Urbana, Capital Inicial, Plebe Rude entre outros. O objetivo de criar um festival de rock foi prestigiar o rock de Brasília. A primeira edição do festival foi realizado em 1998 e desde então foi realizado anualmente.

## Edições

### Cronograma
| Ano  | Edição       | Localidade         | Endereço                                     |
| 1998 | 1ª Edição    | Brasília           | Concha Acústica de Brasília                  |
| 1999 | 2ª Edição    | Brasília           | Concha Acústica de Brasília                  |
| 2000 | 3ª Edição    | Brasília           | Estacionamento do Mané Garrincha             |
| 2001 | 4ª Edição    | Brasília           | Estacionamento do Mané Garrincha             |
| 2002 | 5ª Edição    | Brasília           | Estacionamento do Mané Garrincha             |
| 2003 | 6ª Edição    | Brasília           | Estacionamento do Mané Garrincha             |
| 2004 | 7ª Edição    | Brasília           | Estacionamento do Mané Garrincha             |
| 2005 | 8ª Edição    | Brasília           | Estacionamento do Mané Garrincha             |
| 2006 | 9ª Edição    | Brasília           | Estacionamento do Mané Garrincha             |
| 2007 | 10ª Edição   | Brasília           | Estacionamento do Mané Garrincha             |
| 2008 | 11ª Edição   | Brasília           | Estacionamento do Mané Garrincha             |
| 2009 | 12ª Edição   | Brasília           | Esplanada dos Ministérios                    |
| 2009 | Edição Extra | Buenos Aires       | Niceto Club                                  |
| 2010 | 13ª Edição   | Brasília           | Ginásio Nilson Nelson                        |
| 2011 | 14ª Edição   | Brasília           | Ginásio Nilson Nelson                        |
| 2012 | 15ª Edição   | Brasília           | Ginásio Nilson Nelson                        |
| 2013 | 16ª Edição   | Brasília           | Estacionamento do Mané Garrincha             |
| 2014 | 17ª Edição   | Brasília           | Estacionamento do Mané Garrincha             |
| 2015 | 18ª Edição   | Brasília           | Estacionamento do Mané Garrincha             |
|      |              |                    |                                              |
| 2016 | 19ª Edição   | Brasília           | Estacionamento do Mané Garrincha             |
|      |              |                    |                                              |
| 2017 | 20ª Edição   | Brasília           | Estacionamento do Mané Garrincha             |
|      |              |                    |                                              |
| 2018 | 21ª Edição   | Brasília           | Estacionamento do Mané Garrincha             |
|      |              |                    |                                              |
| 2019 | 22ª Edição   | Brasília           | Espaço Arena Lounge - Estádio Mané Garrincha |
|      |              |                    |                                              |
| 2020 | 23ª Edição   | Virtual            | YouTube                                      |
|      |              |                    |                                              |
| 2021 | 24ª Edição   | Brasília / Virtual | Cine Drive-In / YouTube                      |
|      |              |                    |                                              |

## Outros Projetos
Além do festival, o Porão do Rock ainda possui outros projetos como as Seletivas para o Porão do Rock, Pílulas, uma rádio chamada Rádio Porão do Rock e Noites PDR.